# Granite Bay (California)
Granite Bay es un lugar designado por el censo en el condado de Placer, California. La población era de 19.388 habitantes en el censo de 2000. Su código postal es 95746. Granite Bay es un suburbio donde vive gente con recursos económicos elevados y está localizado al este de Roseville y al oeste de Folsom Lake. 

Mapa de Granite Bay, California.

## Geografía

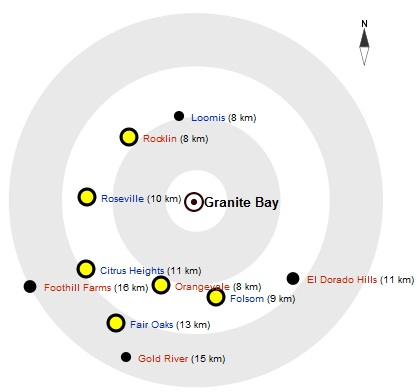
Mapa de Granite Bay.

Coordenadas: 38°44′55″N 121°10′47″O / 38.74861, -121.17972 (38.748504, -121.179793)
Tiene una área total de 21,7 millas cuadradas, equivalentes a 56,1 kilómetros cuadrados, de las cuales 21,6 (55.9 km²) son tierra y 0,1 son agua. Se le llama Granite Bay a este suburbio dado que hay una bahía en el este de Folsom Lake.

## Demografía
En el censo de 2000 había 19.388 personas, 6.474 casas y 5.587 familias viviendo en Granite Bay. La densidad de población era de 898,2 personas por milla cuadrada. De los 19.388 habitantes:
- 91,40% Caucásicos (blancos)
- 0,68% Afroamericanos
- 0,58% Nativos
- 3,53% Asiáticos
- 4,69% Hispanos/Latinos

## Famosos que residen o que vivían en Granite Bay
- Shareef Abdul-Rahim - Sacramento Kings
- Rick Adelman - Sacramento Kings Entrenador
- Ron Artest - Sacramento Kings
- Dusty Baker - Cincinnati Reds Entrenador, antiguo jugador de San Francisco Giants y antiguo entrenador de Chicago Cubs
- Steve Cook - Antiguo jugador de boliche profesional
- Dave Fiore - Retirado de San Francisco 49ers/Washington Redskins
- Bobby Jackson - Sacramento Kings
- Eddie Jordan - Washington Wizards Entrenador, antiguo entrenador Sacramento Kings
- Leron Lee - Retirado de Major League Baseball
- Eddie Murphy - Actor
- Geoff Petrie - Presidente de Sacramento Kings
- Steve Sax - Antiguo jugador de la MLB
- Predrag Stojaković - New Orleans Hornets
- Chris Webber - Retirado de Sacramento Kings
- semantary - Rapero Estadounidense

## Educación
Granite Bay cuenta con dos escuelas preparatorias públicas, Granite Bay High School y Del Oro High School, calificadas entre las mejores del estado. Eureka Union School District es un distrito escolar que abarca desde pre-kinder hasta el octavo grado. Este distrito también es uno de los mejores del estado, siendo uno de los pocos distritos en California que cuenta con su propio patrocinamiento de padres de familia.
La calidad de las escuelas en Granite Bay se debe a la gran economía del suburbio.